# Reece Burke
Reece Frederick James Burke (Newham, 2 settembre 1996) è un calciatore inglese, difensore del Charlton.

## Caratteristiche tecniche
È un difensore centrale.

## Carriera

### Club
Cresciuto nelle giovanili del West Ham Utd, ha esordito in prima squadra il 5 gennaio 2014, in un match di FA Cup perso per 5-0 contro il Nottingham Forest. Nel 2021 si trasferisce al Luton Town. Il 2 marzo 2022, in occasione degli ottavi di finale di FA Cup, realizza dopo appena tre minuti il gol dell'1-0 contro il Chelsea, campione d'Europa e del mondo in carica; la partita si concluderà poi con la sconfitta del Luton per 2-3.

### Nazionale
Ha giocato nelle nazionali giovanili inglesi Under-18, Under-19 ed Under-20.

## Statistiche

### Presenze e reti nei club
Statistiche aggiornate al 25 aprile 2025.
| Stagione            | Squadra           | Campionato        | Campionato | Campionato | Coppe nazionali | Coppe nazionali | Coppe nazionali | Coppe continentali | Coppe continentali | Coppe continentali | Altre coppe | Altre coppe | Altre coppe | Totale | Totale |
| Stagione            | Squadra           | Comp              | Pres       | Reti       | Comp            | Pres            | Reti            | Comp               | Pres               | Reti               | Comp        | Pres        | Reti        | Pres   | Reti   |
| ------------------- | ----------------- | ----------------- | ---------- | ---------- | --------------- | --------------- | --------------- | ------------------ | ------------------ | ------------------ | ----------- | ----------- | ----------- | ------ | ------ |
| 2013-2014           | West Ham Utd      | PL                | 0          | 0          | FACup+CdL       | 1+0             | 0               |                    | -                  | -                  |             | -           | -           | 1      | 0      |
| 2014-2015           | West Ham Utd      | PL                | 5          | 0          | FACup+CdL       | 0+1             | 0               |                    | -                  | -                  |             | -           | -           | 6      | 0      |
| ago. 2015           | West Ham Utd      | PL                | 0          | 0          | FACup+CdL       | 0               | 0               | UEL                | 3                  | 0                  |             | -           | -           | 3      | 0      |
| 2015-2016           | Bradford PA       | FL1               | 34         | 2          | FACup+CdL       | 2+0             | 0               |                    | -                  | -                  |             | -           | -           | 36     | 2      |
| ago. 2016           | West Ham Utd      | PL                | 0          | 0          | FACup+CdL       | 0               | 0               | UEL                | 2                  | 0                  |             | -           | -           | 3      | 0      |
| 2016-2017           | Wigan             | FLC               | 10         | 1          | FACup+CdL       | 0               | 0               |                    | -                  | -                  |             | -           | -           | 10     | 1      |
| ago. 2017-gen. 2018 | Bolton            | FLC               | 14         | 1          | CdL             | 1               | 0               |                    | -                  | -                  |             | -           | -           | 15     | 1      |
| gen. 2018           | West Ham Utd      | PL                | 0          | 0          | FACup           | 3               | 1               |                    | -                  | -                  |             | -           | -           | 3      | 1      |
| Totale West Ham     | Totale West Ham   | Totale West Ham   | 5          | 0          |                 | 5               | 1               |                    | 5                  | 0                  |             | -           | -           | 15     | 1      |
| feb.-giu. 2018      | Bolton            | FLC               | 11         | 0          |                 | -               | -               |                    | -                  | -                  |             | -           | -           | 11     | 0      |
| Totale Bolton       | Totale Bolton     | Totale Bolton     | 25         | 1          |                 | 1               | 0               |                    | -                  | -                  |             | -           | -           | 26     | 1      |
| 2018-2019           | Hull City         | FLC               | 34         | 0          | FACup+CdL       | 0+1             | 0               |                    | -                  | -                  |             | -           | -           | 35     | 0      |
| 2019-2020           | Hull City         | FLC               | 36         | 0          | FACup+CdL       | 2               | 0               |                    | -                  | -                  |             | -           | -           | 38     | 0      |
| 2020-2021           | Hull City         | FL1               | 34         | 4          | FACup+CdL       | 1+1             | 1+0             |                    | -                  | -                  | EFL Trophy  | 1           | 0           | 37     | 5      |
| Totale Hull City    | Totale Hull City  | Totale Hull City  | 104        | 4          |                 | 5               | 1               |                    | -                  | -                  |             | 1           | 0           | 110    | 5      |
| 2021-2022           | Luton Town        | FLC               | 29         | 1          | FACup+CdL       | 3+0             | 2+0             |                    | -                  | -                  |             | -           | -           | 32     | 3      |
| 2022-2023           | Luton Town        | FLC               | 22         | 2          | FACup+CdL       | 2+1             | 0               |                    | -                  | -                  |             | -           | -           | 25     | 2      |
| 2023-2024           | Luton Town        | PL                | 22         | 0          | FACup+CdL       | 3+1             | 0               |                    | -                  | -                  |             | -           | -           | 26     | 0      |
| 2024-2025           | Luton Town        | FLC               | 15         | 0          | FACup+CdL       | 0+1             | 0               |                    | -                  | -                  |             | -           | -           | 16     | 0      |
| Totale Luton Town   | Totale Luton Town | Totale Luton Town | 88         | 3          |                 | 11              | 2               |                    | -                  | -                  |             | -           | -           | 99     | 5      |
| Totale carriera     | Totale carriera   | Totale carriera   | 266        | 11         |                 | 24              | 4               |                    | 5                  | 0                  |             | 1           | 0           | 296    | 15     |

## Palmarès

### Club

#### Competizioni nazionali
- Football League One: 1

Hull City: 2020-2021